# 最後一戰視覺文學
《最後一戰視覺文學》（英語：The Halo Graphic Novel）是軍事科幻遊戲《最後一戰》系列的視覺文學選集，由漫威漫畫與Bungie合作出版。本書是《最後一戰》系列首部以顺序艺术為媒介的作品，透過各個角度描繪《最後一戰》從未探討過的世界觀。
本書的主體分成四則短篇，由遊戲和漫畫界的編劇或繪師負責創作。短篇聚焦於《最後一戰》宇宙觀的各個方面，描述和遊戲主線相關的故事。而除了故事外，本書也收錄豐富的圖集，作者包含Bungie、漫威以及其他個別創作者。
《最後一戰視覺文學》於2006年7月19日首發，獲得不錯的評價，評論家特別點出作品整體的凝聚力以及個別素材的高多樣性。本書的優秀表現催生了下一部限量漫畫《最後一戰：起義》，以及後續的其他幾套漫畫。

## 背景與出版
在本書成形之前，Bungie和微軟最一開始的想法是將《最後一戰》系列擴展到遊戲以外的新媒介，而顺序艺术是重點選項。漫畫企劃最初由微軟旗下系列發展部門的負責人艾瑞克·特勞特曼（Eric Trautmann）提出，在他的集結之下催生出一份由約翰·內伊·雷伯編劇、阿迪·格拉諾夫作畫的草案。然而Bungie的藝術監督洛林·麥克利斯（Lorraine McLees）不喜歡這份草案，稱之「好似一坨煤炭」:4。Bungie也不滿意特勞特曼的漫畫家陣容，要求要由他們來選擇作者。Bungie的工作室主任皮特·帕森斯（Pete Parsons）打算聘請阿兰·摩尔和喬·庫伯特，但特勞特曼不認為這麼有名的人會答應。
好幾次談判不成之後，麥克利斯提出建議，稱Bungie應該在找尋出版商之前先自行出資和編輯，如此一來工作室才能保有對內容的管控權、並在不受外來參與者妨礙的情況下大膽嘗試。本書的執行製作人布萊恩·賈拉德（Brian Jarrard）稱，本書是獨立製作，因此能脫離傳統漫畫製程，且只要不先去找出版社或合作人，就能避免「興趣取向、權力鬥爭和忠誠度問題導致的衝突」影響到他們選擇創作者。賈拉德也表示，他們不是漫畫大廠，所以可以不受限制地去找人。首席設計師瑪麗亞·卡巴爾多（Maria Cabardo）列出一份「夢幻團隊」名單，收錄Bungie欣賞的編劇和繪師。經過一段時間的交涉，Bungie得以讓許多名單上的人為企劃效力。成功延攬到像是西門·比士利和尚·吉羅等原先就有關注的人才，讓製作團隊大受振奮，有發言者稱「對我們組員來說，能看到他們的世界觀和角色被偶像漫畫家給具現化，真是令人士氣大振的消息」。
本書經過兩年的開發期後宣告完成，Bungie開始出力找尋出版商，最後和漫威漫畫搭上線。Bungie稱漫威吸引他們的因素有「對《最後一戰》充滿熱情」以及「在漫畫和出版業界的影響範圍」。為了本書的分銷和出版，Bungie與漫威的開發負責人魯萬·賈堤力克（Ruwan Jayatilleke）攜手合作，後者也是從早期就參與計畫的支持者。
書中故事的設計目的是要讓讀者稍微窺見《最後一戰》的世界觀，內容提及「星盟」的內部運作秘辛，以及從未披露的背景故事細節。賈拉德解說道：「鏡頭沒帶到的故事，以及與我們的粉絲透過現有媒介知道的故事篇章平行發生的事件，都是我們非常想要講的內容。」賈拉德進一步描述稱，他們嘗試將故事帶離系列主角士官長，轉而聚焦隱藏在遊戲世界觀背後的核心主題，闡述即使面對困難和為了生存的人性掙扎也要保有希望的道理；這些主題比「一個基因改造超級士兵抓起兩把槍揍扁一票外星人」還要更高層次。最終發行問世的四則故事是「Bungie和編劇們最感興趣之選」。書中的故事由Bungie擬定，不過Bungie稱，提供各種作家不至於綁手綁腳的框架也很重要。其中一位繪師比士利表示：「壓力來源在於要讓角色看起來很像遊戲裡的表現。扣掉這點，他們給我自由，讓我可以自行解釋拿到的劇本和角色行為。」。

## 內容
本書分成四則故事；每則故事都包含一段由各個創作者寫下的引言，細說他們對劇情的想法和創作過程。

### 無限救援號的最後一趟航程

漫畫截圖，瓦達姆正與最高指揮官商討

〈無限救援號的最後一趟航程〉（The Last Voyage of the Infinite Succor）發生在遊戲《最後一戰：戰鬥進化》的時間線中。星盟的農業星艦「無限救援號」發出急難訊號，星盟特別行動指揮官瑞塔斯·瓦達姆（Rtas 'Vadumee）和其團隊奉命前往。瓦達姆認為無限救援號可能是被人類襲擊，卻發現艦上早已被蟲族感染。這些蟲族獲得了被感染者的知識，打算運用該艦逃逸。瓦達姆與一波又一波的蟲族作戰，死去的手下也被感染，變成他的敵人。瓦達姆給無限救援號規劃了一條會毀滅整艘星艦的空間跳躍航程，藉此消滅蟲族，並開著太空梭平安脫離。
〈無限救援號的最後一趟航程〉的幕後核心在於呈現蟲族真正的危險程度，以及星盟軍事的內部運作，一洗星盟給人的「只是站在那兒等著挨士官長揍」的印象:6。該故事的劇情由李·哈莫克編寫，西門·比士利負責作畫。哈莫克稱編劇過程有如「艱辛的任務」，因為他必須尊重粉絲對角色和正典的了解，確保「粉絲們視如己出的角色能得到恰如其分的詮釋」:55。後來這份困擾得到減輕，因為他們發現粉絲們對瓦達姆的態度，並不像對士官長那樣有緊密的連結，讓他們有充分的空間拓展瓦達姆的角色背景，不背離《最後一戰》正典的同時，編劇也能將「一些新東西帶到檯面上」:55。

### 裝甲測試
在《最後一戰》世界觀中，地球和人類的宇宙殖民地由聯合國太空司令部（UNSC）管轄。面對星盟擁有的科技優勢，人類的希望大多寄託在穿著特殊裝甲的菁英超級士兵「斯巴達」身上。《最後一戰》系列的主人翁士官長就是《最後一戰：戰鬥進化》中少數正在服役的斯巴達。〈裝甲測試〉（Armor Testing）發生在《最後一戰2》故事開場前不久，UNSC展開新一代斯巴達裝甲的實地測試，一系列的實驗對參與者來說充滿挑戰。這時一名斯巴達戰士單槍匹馬從地球的大氣層降落，與UNSC特種部隊進行模擬戰鬥，盡顯裝甲的優秀性能。後來這名戰士的身分得到揭露，是一名代號「瑪莉亞-062」（Maria-062）的退役女士兵，她特地在這批裝甲送交給士官長前，重操舊業測試其性能，當作人情。
〈裝甲測試〉的概念出自洛克希德公司軍事計畫試驗的回憶錄《臭鼬工廠》:56。〈裝甲測試〉突顯斯巴達裝備在交到士官長手中前經歷的嚴苛試驗，這些內容Bungie原本是想在《最後一戰2》的開頭直接呈現:56。這則故事由傑·費伯創作，安德魯·羅賓森（Andrew Robinson）作畫，艾德·李（Ed Lee）負責藝術加工:69。

### 逃出隔離區
〈逃出隔離區〉（Breaking Quarantine）和〈無限救援號的最後一趟航程〉相同，都是在講述與《最後一戰》遊戲劇情平行發生的蟲族爆發，不過後者是以星盟的視角說故事，這則故事則是圍繞著人類士兵強森中士（Sgt. Johnson）逃離蟲族的威脅展開。強森在《最後一戰：戰鬥進化》中是次要角色，在接下來的兩款遊戲中則變成重要角色。小說《最後一戰：短兵鏖戰》裡提到強森因為身體出現病徵而留下抵禦蟲族，但當時並沒有說明他是怎麼逃脫的。這則故事的故事和圖畫都是由貳瓶勉完成，他除了是日本漫畫家以外也有建築方面的專業。故事中的插圖直接以遊戲中的建築構造為藍本完成。:83不像其他故事，〈突破重圍〉不包含對白，只有以日文寫成的武器效果音。

### 新蒙巴薩的第二個日出
大約在《最後一戰2》的開頭，星盟偶然發現人類的最高機密——地球的位置，進而對肯亞新蒙巴薩的城市發起直接進攻。《最後一戰2》中玩家抵達城市時，城市已經荒廢，而〈新蒙巴薩的第二個日出〉（Second Sunrise over New Mombasa）的劇情發生在星盟進攻的當下。故事以一名幫UNSC製作宣傳片的記者之視角展開，星盟進犯城市時，記者和市民們採取抵抗措施，直到城市面臨毀滅才不得已逃離。
Bungie稱，〈新蒙巴薩的第二個日出〉是他們想將衝突描寫得更人性化的一次嘗試，作法即是描繪戰爭在平民身上造成的影響:84。這則故事由布雷特·劉易斯創作，尚·吉羅負責繪圖。吉羅表示，他兒子喜歡《最後一戰》遊戲，這個理由最後強迫著他接下工作。在開始打線稿之前，吉羅完全沒有玩過這套遊戲。:99

### 追加內容
主體故事結束後有一個章節，收錄多張藝術作品，內容呈現多位漫畫作家對《最後一戰》世界觀的詮釋。貢獻這些圖畫的人包含道格·亞歷山大（Doug Alexander）、瑞克·貝瑞、高夫·達龍。另有其餘超過25名創作者，有接案作家也有Bungie員工，首席設計者馬丁·歐唐納也是其中一員。
本書發行之前，廠商推出了幾份宣傳內容，例如2006年5月31日釋出的16頁搶先看內容，內含Bungie幫每則故事寫的引文以及故事內容摘要。另有書封的全彩海報在2006年6月28日發布。

## 迴響
本書得到電玩和漫畫書社群雙方的好評。UGO廣播網對本書讚賞有加，點出其最大的優點有二，一為創作家們優秀的表現，二為填充《最後一戰》世界觀的有力素材。他們給出的總體分數是「B+」。漫畫書快報的麥克·迪利（Mike Deeley）褒獎《最後一戰視覺文學》多樣的故事套路和藝術風格，賦予該書像選集一樣的感覺，卻也保有凝聚力十足的整體感。其他獲得格外矚目之處包含貳瓶勉在〈逃出隔離區〉中的表現，媒體點出他透過栩栩如生的圖畫，以及專注於用畫面來說故事，來取代對白的使用。
有些評論家對本書把焦點放在次要角色或事件的作法表示失望，並點出身為系列主角兼代表的士官長居然只有在畫面中串場出現。不過另一方面，GameTrailers的編者稱讚了Bungie不聚焦主要角色的勇氣。對於書中水準最低的故事，媒體看法各異，IGN和GameTrailers都認為〈裝甲測試〉的情感衝擊最小，雖然其驚喜結局和美術表現都很棒。
《最後一戰視覺文學》一經發行即成為遊戲衍生漫畫領域中「罕見的熱門作」，在尼爾森書業監控和鑽石漫畫經銷的銷量榜雙雙空降第二。本書的發行量據傳至少有10萬冊，且出版後數月內都在眾視覺文學中名列銷量前段班。本書大獲成功，促使漫威漫畫和Bungie在2006年圣地亚哥国际漫画展上宣布一套四期的月更《最後一戰》漫畫，標題為《最後一戰：起義》。新漫畫的第一期在2007年8月22日發行。
2021年4月16日，黑馬漫畫宣布將再版本書，預計於同年8月11日發行。

## 外部連結
- Bungie （页面存档备份，存于）
- Marvel Comics 美國國會圖書館的存檔，存档日期2002-09-14